# Calpentaconvexus eyrei
Genre
Espèce
Calpentaconvexus eyrei, unique représentant du genre Calpentaconvexus, est une espèce d'acariens de la famille des Eriophyidae.

## Répartition
L'espèce Calpentaconvexus eyrei a été découverte dans la région autonome du Guangxi (Sud de la Chine).

## Description
Calpentaconvexus eyrei est un parasite des végétaux qui mesure moins de 0,19 mm de long. Il vit sur la face interne des feuilles d'un châtaignier local et, d'après les premières observations, n'endommage pas son hôte.

## Classification
Le nom valide complet (avec auteur) de ce taxon est Calpentaconvexus eyrei Li (d), Wang (d) & Wei (d), 2007,.

### Étymologie
Le nom générique, Calpentaconvexus, est la combinaison de Cal et du genre Pentaconvexus Huang, 2001, avec lequel il est similaire.
Son épithète spécifique, eyrei, reprend celui de son hôte, Castanopsis eyrei une espèce d'arbres à feuillage persistant de à la famille des Fagaceae.

### Publication originale
- (en) De-wei Li, Guo-Quan Wang et Sui-Gai Wei, « A new genus and three new species of Phyllocoptinae (Acari: Eriophyidae) from South China », Zootaxa, Magnolia Press (d), vol. 1587, no 1,‎ 17 septembre 2007, p. 53-59 (ISSN 1175-5334 et 1175-5326, OCLC 49030618, DOI 10.11646/ZOOTAXA.1587.1.4, lire en ligne).